# Wojciech Pruss

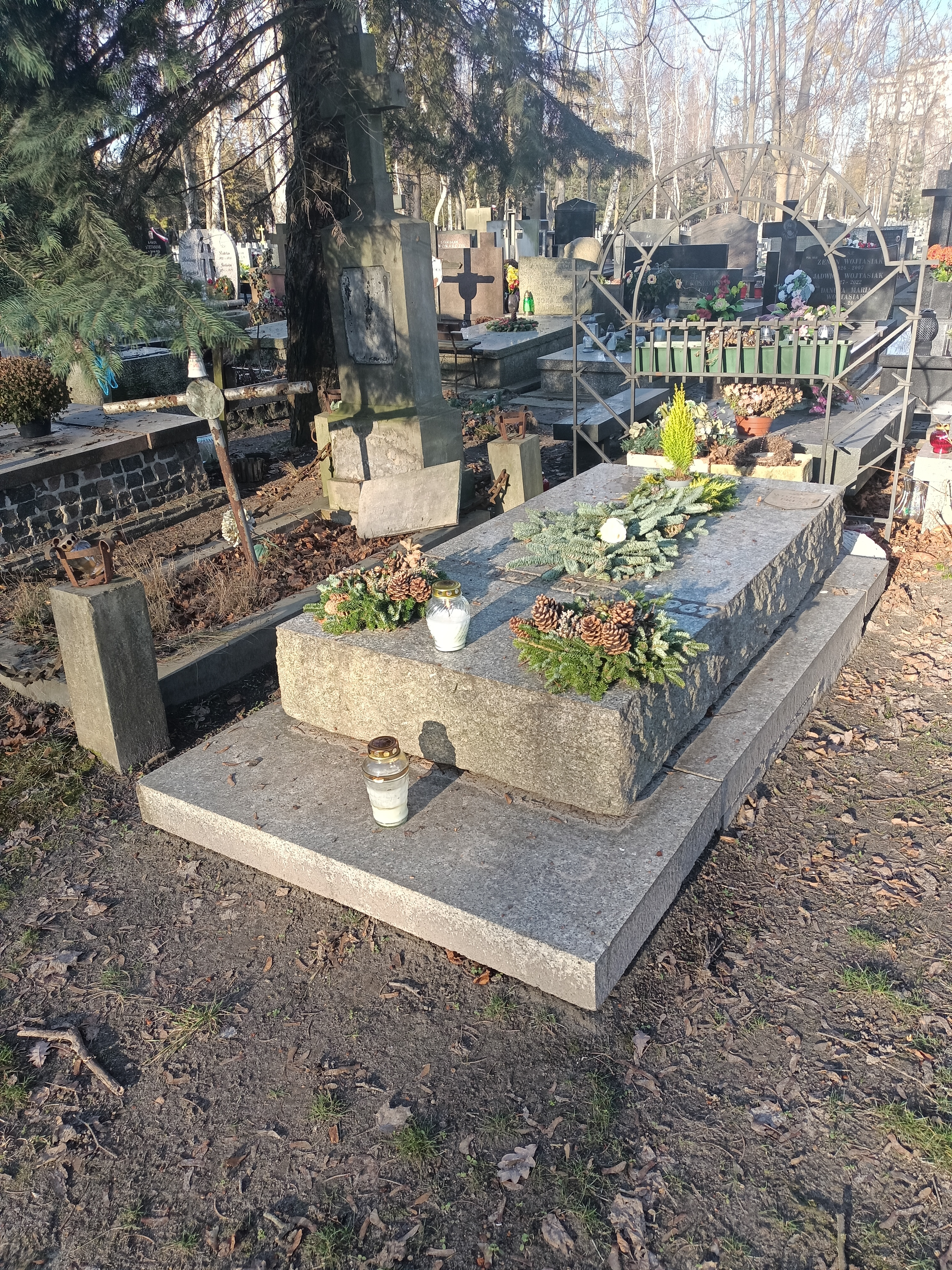
Grób Wojciecha Prussa na Cmentarzu Wojskowym na Powązkach

Wojciech Jan Pruss (ur. 8 sierpnia 1926 w Warszawie, zm. 12 marca 2022 tamże) – polski działacz partyjny i państwowy, ekonomista, doktor nauk ekonomicznych, p.o. przewodniczącego Państwowej Komisji Cen (1976–1977), podsekretarz stanu w Urzędzie Cen (1982–1985) i Ministerstwie Finansów (1985–1987).

## Życiorys
Syn Stefana i Marii. Walczył w powstaniu warszawskim jako szeregowiec Polskiej Armii Ludowej w ramach Brygady im. Stanisława Dubois. Działał kolejno w Robotniczej Partii Polskich Socjalistów i PPS-Lewicy (1943–1944), Polskiej Partii Socjalistycznej (1945–1948, m.in. wiceprzewodniczący koła) oraz Polskiej Zjednoczonej Partii Robotniczej (od 1948). Pełnił funkcje lektora Komitetu Centralnego PZPR i I sekretarza Komitetu Zakładowego PZPR przy Centrali NBP.
W 1950 ukończył studia pierwszego stopnia, a w 1957 drugiego stopnia w Szkole Głównej Planowania i Statystyki, zaś w 1966 uzyskał doktorat z nauk ekonomicznych na tej uczelni. Przez wiele lat związany z SGPiS jako wykładowca. Od 1946 do 1970 pracował w Narodowym Banku Polskim, gdzie był zastępcą (1958–1968) i dyrektorem (1968–1970) departamentu planowania. W 1970 został wiceprzewodniczącym Państwowej Komisji Cen, a w latach 1976–1977 był p.o. jej przewodniczącego. Po przekształceniu PKC w Urząd Cen od marca 1982 do listopada 1985 pełnił w nim funkcję I zastępcy ministra w randze podsekretarza stanu, a po kolejnej reformie od listopada 1985 do października 1987 pozostawał podsekretarzem stanu w Ministerstwie Finansów. Wieloletni działacz Związek Kombatantów RP i Byłych Więźniów Politycznych.
24 marca 2022 został pochowany na Cmentarzu Wojskowym na Powązkach.

## Odznaczenia
Odznaczony Srebrnym Krzyżem Zasługi (1954) i Medalem 10-lecia Polski Ludowej (1955).